# British GT Championship
| British GT Championship     | British GT Championship  |
| --------------------------- | ------------------------ |
| Kategoria                   | Wyścigi samochodowe      |
| Region                      | Wielka Brytania          |
| Pierwszy sezon              | 1993                     |
| Opony                       | Avon                     |
| Obecny mistrz kierowców GT3 | Marco Attard             |
| Obecny mistrz kierowców GT4 | Ross Wylie Jake Giddings |

Avon Tyres British GT Championship (dawniej BRDC GT Championship) – seria wyścigowa samochodów GT organizowana od 1993 roku w Wielkiej Brytanii. Seria została założona przez brytyjski klub automobilowy British Racing Drivers' Club. Obecnie seria prowadzona jest przez Stéphane Ratel Organisation we współpracy z Brytyjską Formułą 3 oraz sponsorowana przez brytyjski koncern Avon Tyres.

## Mistrzowie
| Sezon | Klasa  | Mistrz                              |
| ----- | ------ | ----------------------------------- |
| 1993  | A      | Charlie Cox                         |
| 1993  | B      | Nigel Barrett                       |
| 1993  | C      | John Greasley                       |
| 1993  | D      | Thorkild Thyrring                   |
| 1994  | A      | Ross Hyett                          |
| 1994  | B      | Thorkild Thyrring                   |
| 1994  | C      | Nigel Barrett                       |
| 1995  | GT1    | Thorkild Thyrring                   |
| 1995  | GT2    | Chris Hodgetts                      |
| 1996  | GT1    | Ian Flux Jake Ulrich                |
| 1996  | GT2    | David Warnock Robert Schirle        |
| 1996  | GT3    | Ken Thompson                        |
| 1997  | GT1    | John Morrison John Greasley         |
| 1997  | GT2    | Steve O’Rourke Tim Sugden           |
| 1997  | GT3    | Simon Tate                          |
| 1998  | GT1    | Steve O’Rourke Tim Sugden           |
| 1998  | GT2    | Kurt Luby Richard Dean              |
| 1999  | GT1    | Julian Bailey Jamie Campbell-Walter |
| 1999  | GT2    | David Warnock                       |
| 2000  | GT     | Calum Lockie                        |
| 2000  | GTO    | Mark Sumpter                        |
| 2001  | GT     | David Warnock Mike Jordan           |
| 2001  | GTO    | Kelvin Burt Marino Franchitti       |
| 2002  | GT     | Ian MacKellar Thomas Erdos          |
| 2002  | GTO    | Jamie Davies                        |
| 2003  | GTO    | Tom Herridge                        |
| 2003  | GT Cup | Matt Griffin Patrick Pearce         |
| 2004  | N-GT   | Jonathan Cocker                     |
| 2004  | GT Cup | Ni Amorim Adam Wilcox               |
| 2005  | GT2    | Andrew Kirkaldy Nathan Kinch        |
| 2005  | GT3    | Piers Masarati Dimitris Dewerikos   |
| 2006  | GT2    | Chris Niarchos Tim Mullen           |
| 2006  | GT3    | Leo Machitski                       |
| 2006  | GTC    | Matt Allison Jonny Lang             |
| 2007  | GT3    | Bradley Ellis Alex Mortimer         |
| 2007  | GTC    | Jamie Smyth Graeme Mundy            |
| 2008  | GT3    | James Gornall Jon Barnes            |
| 2008  | GT4    | Matt Nicoll-Jones Stewart Linn      |
| 2009  | GT3    | David Jones Godfrey Jones           |
| 2009  | GT4    | Jody Firth                          |
| 2009  | SS     | Marcus Clutton Phil Keen            |
| 2010  | GT3    | David Ashburn                       |
| 2010  | GT4    | Christian Dick Jamie Stanley        |
| 2011  | GT3    | Glynn Geddie Jim Geddie             |
| 2011  | GT4    | Peter Belshaw Marcus Clutton        |
| 2012  | GT3    | Michael Caine Daniele Perfetti      |
| 2012  | GT4    | Warren Hughes Jody Fannin           |
| 2012  | GTC    | Ryan Hooker Gary Eastwood           |
| 2013  | GT3    | Andrew Howard                       |
| 2013  | GT4    | Ryan Ratcliffe Rick Parfitt Jr      |
| 2013  | GTC    | Paul Baily Andy Schulz              |
| 2014  | GT3    | Marco Attard                        |
| 2014  | GT4    | Ross Wylie Jake Giddings            |